# Communauté de communes du Bocage Mayennais
Pour les articles homonymes, voir Communauté de communes du Bocage.
La communauté de communes du Bocage mayennais est une communauté de communes française, située dans le département de la Mayenne et la région Pays de la Loire.

## Histoire
La communauté de communes du Bocage Mayennais est créée par arrêté préfectoral du 17 décembre 1993. 
Elle succède au Syndicat du Bocage Mayennais, créé en 1979 et regroupant les cantons de Gorron, Ambrières-les-Vallées et Landivy. Le premier président de ce syndicat fut Maurice Dufour, maire de Gorron et conseiller général.

## Territoire communautaire

### Géographie
Située au nord-ouest  du département de la Mayenne, la communauté de communes du Bocage Mayennais regroupe vingt-sept communes et couvre une superficie de 526,9 km2.

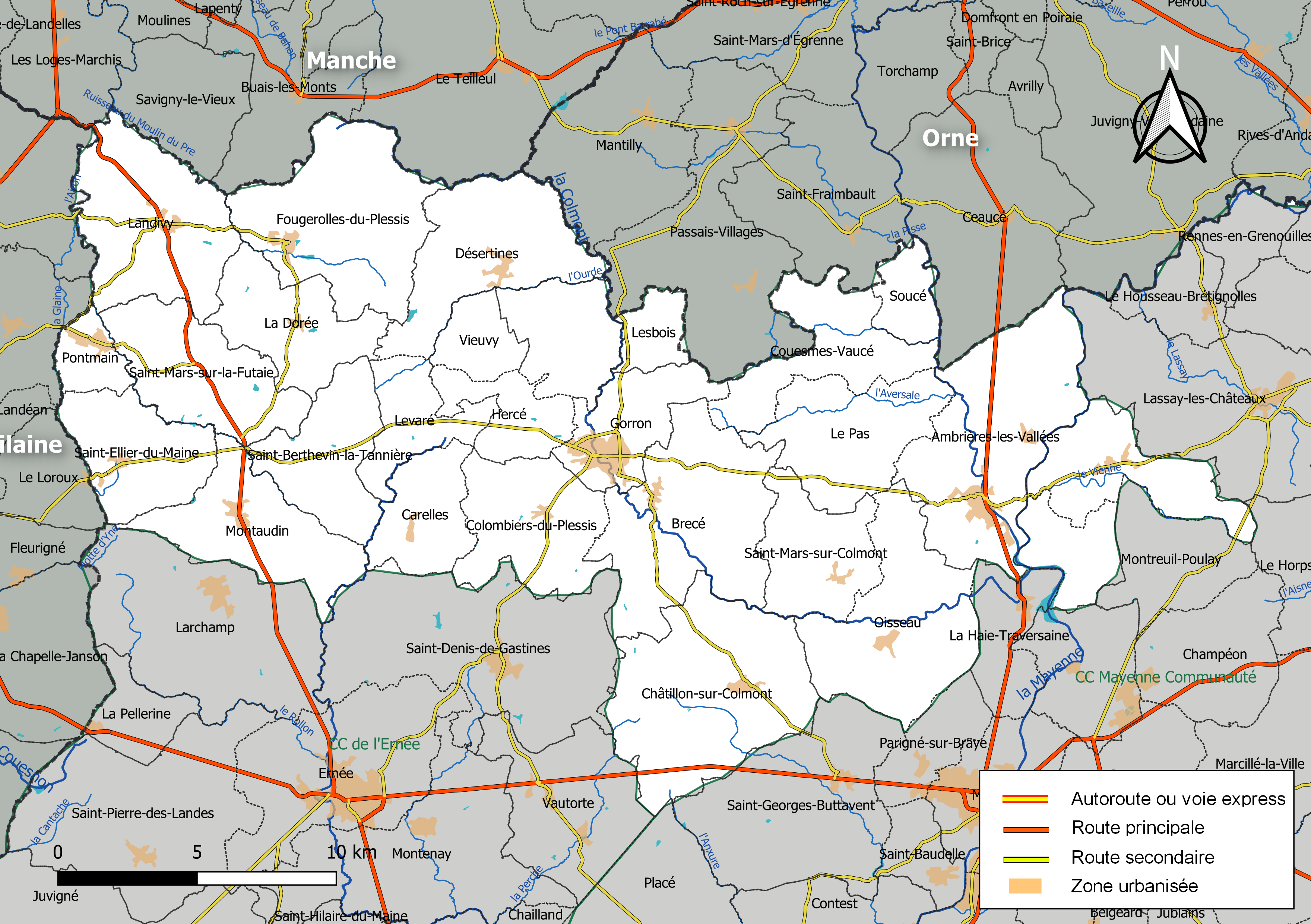
Carte de la communauté de communes du Bocage Mayennais au 1er janvier 2019.

### Composition

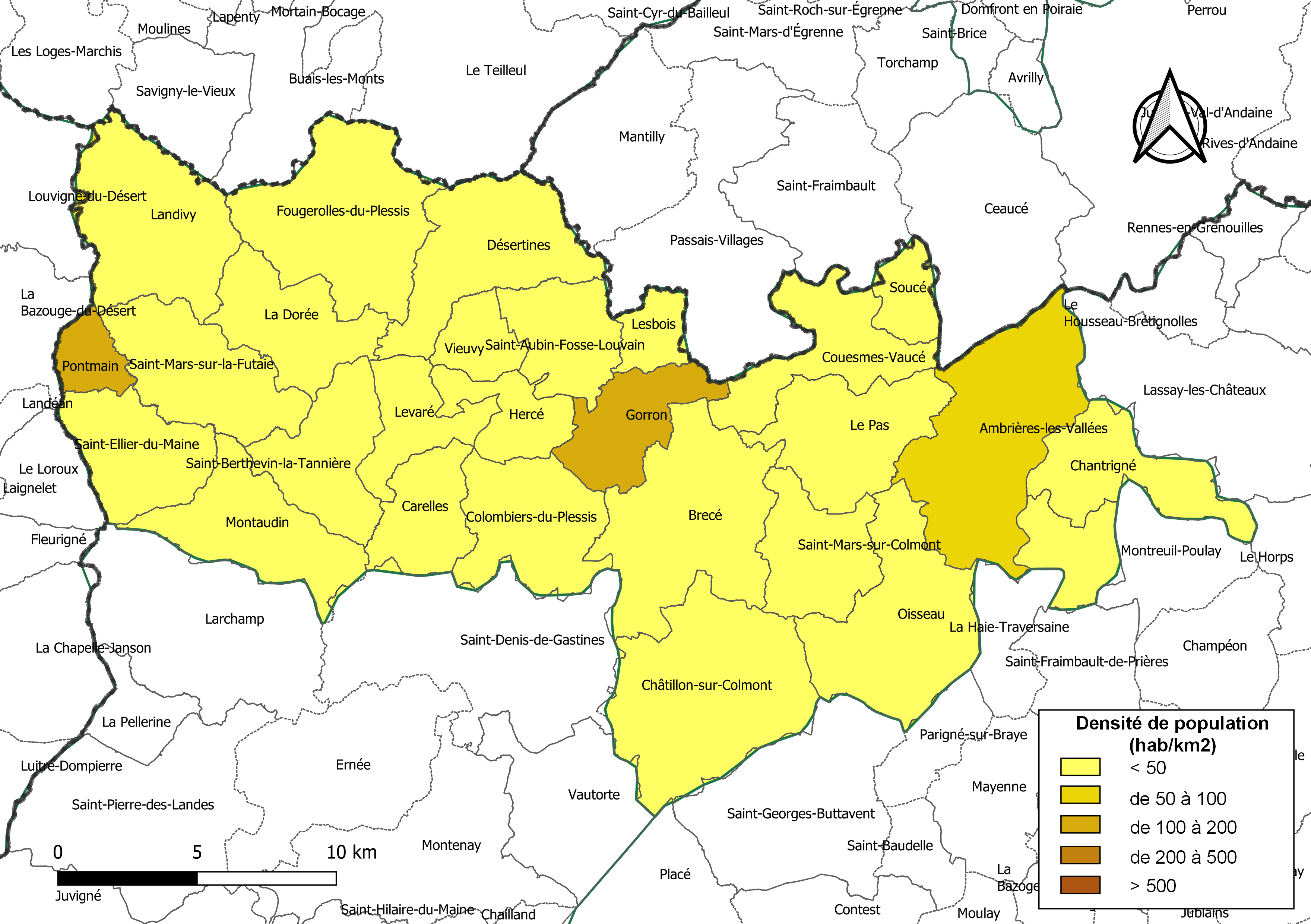
Carte des densités de population (millésimée 2016) des communes de la communauté de communes du Bocage Mayennais. Composition en communes au 1er janvier 2019.

En 2025, la communauté de communes est composée des 27 communes suivantes :

| Nom                         | Code Insee | Gentilé            | Superficie (km2) | Population (dernière pop. légale) | Densité (hab./km2) |
| --------------------------- | ---------- | ------------------ | ---------------- | --------------------------------- | ------------------ |
| Gorron (siège)              | 53107      | Gorronnais         | 14,32            | 2 475 (2022)                      | 173                |
| Ambrières-les-Vallées       | 53003      | Amboriverains      | 38,78            | 2 603 (2022)                      | 67                 |
| Brecé                       | 53042      | Brecéens           | 35,27            | 833 (2022)                        | 24                 |
| Carelles                    | 53047      | Carellais          | 13,23            | 254 (2022)                        | 19                 |
| Chantrigné                  | 53055      | Chantrignéens      | 18,62            | 599 (2022)                        | 32                 |
| Châtillon-sur-Colmont       | 53064      | Chatillonnais      | 39,62            | 960 (2022)                        | 24                 |
| Colombiers-du-Plessis       | 53071      | Colombiérais       | 21,97            | 477 (2022)                        | 22                 |
| Couesmes-Vaucé              | 53079      | Couesmiens         | 19,13            | 377 (2022)                        | 20                 |
| Désertines                  | 53091      | Désertinais        | 26,03            | 461 (2022)                        | 18                 |
| La Dorée                    | 53093      | Doréens            | 17,84            | 288 (2022)                        | 16                 |
| Fougerolles-du-Plessis      | 53100      | Fougerollais       | 33,29            | 1 186 (2022)                      | 36                 |
| Hercé                       | 53115      | Hercendais         | 10,2             | 305 (2022)                        | 30                 |
| Landivy                     | 53125      | Landivysiens       | 28,54            | 1 100 (2022)                      | 39                 |
| Lesbois                     | 53131      | Lesboisiens        | 5,99             | 184 (2022)                        | 31                 |
| Levaré                      | 53132      | Lévariens          | 11,53            | 274 (2022)                        | 24                 |
| Montaudin                   | 53154      | Montaudinois       | 21,66            | 883 (2022)                        | 41                 |
| Oisseau                     | 53170      | Oisseliens         | 30,75            | 1 124 (2022)                      | 37                 |
| Le Pas                      | 53176      | Passereaux         | 21,9             | 522 (2022)                        | 24                 |
| Pontmain                    | 53181      | Pontaminois        | 7,17             | 808 (2022)                        | 113                |
| Saint-Aubin-Fosse-Louvain   | 53199      | Aubinais           | 14,37            | 212 (2022)                        | 15                 |
| Saint-Berthevin-la-Tannière | 53202      | Saint-Berthevinois | 17,64            | 294 (2022)                        | 17                 |
| Saint-Ellier-du-Maine       | 53213      | Saint-Elliénois    | 17,49            | 496 (2022)                        | 28                 |
| Saint-Loup-du-Gast          | 53234      | Lupigastois        | 9,98             | 321 (2022)                        | 32                 |
| Saint-Mars-sur-Colmont      | 53237      | Marsicolmontois    | 16,39            | 440 (2022)                        | 27                 |
| Saint-Mars-sur-la-Futaie    | 53238      | Saint-Médamiens    | 21,45            | 521 (2022)                        | 24                 |
| Soucé                       | 53261      | Soucéens           | 6,67             | 149 (2022)                        | 22                 |
| Vieuvy                      | 53270      | Vieuvoyais         | 7,11             | 110 (2022)                        | 15                 |

### Démographie
| 1968   | 1975   | 1982   | 1990   | 1999   | 2006   | 2011   | 2016   | 2022   |
| ------ | ------ | ------ | ------ | ------ | ------ | ------ | ------ | ------ |
| 23 682 | 22 431 | 21 878 | 21 118 | 20 243 | 19 759 | 19 638 | 19 199 | 18 256 |

## Administration

### Siège
Le siège de l'intercommunalité est à Gorron, 1 Grande rue.

### Élus
La communauté de communes est administrée par son conseil communautaire, composé pour la mandature 2020-2026 de 46 conseillers municipaux représentant chacune des  communes membres et répartis en fonction de leur population de la manière suivante :

- 6 délégués pour Ambrières-les-Vallées et Gorron ; 

- 2 délégués pour Châtillon-sur-Colmont, Fougerolles-du-Plessis, Landivy, Montaudin et Oisseau ;

- 1 délégué ou son suppléant pour les autres communes.

Au terme des élections municipales de 2020 en Mayenne, le conseil communautaire du 8 juillet 2020 a réélu son président, Bruno Lestas, maire Bruno Lestas, maire de Désertines, et élu ses cinq vice-présidents, qui sont :  
1. Guy Ménard, maire d’Ambrières-les-Vallées, chargé du développement durable ;
2. Jean-Marc Allain, maire de Gorron, chargé maire d’Ambrières-les-Vallées, chargé du tourisme ;
3. Marie-Antoinette Guesdon, maire de Pontmains, chargée du pôle culturel ;
4. Françoise Duchemin, maire de Chantrigné, chargée de la solidarité et de la jeunesse ;
5. Jean-Paul Gahéry, maire de Lesbois, chargé de l'environnement.

### Liste des présidents
| Période      | Période                  | Identité         | Étiquette    | Qualité |
| ------------ | ------------------------ | ---------------- | ------------ | --- |
| 1995         | décembre 2005            | André Lafontaine | DVD          | Adjoint au maire de Gorron |
| janvier 2006 | avril 2014               | Dominique Collet | DVD puis UDI | Agent d'assurance Maire d'Ambrières-les-Vallées (1995 → 2014) Conseiller général d'Ambrières-les-Vallées (2004 → 2011)                          |
| avril 2014,  | En cours (au 27/11/2024) | Bruno Lestas     | DVD          | Agriculteur Maire de Désertines (2008 → ) Suppléant du député Horizons Yannick Favennec-Bécot (2022 ou avant → ) Réélu pour le mandat 2020-2026 |

### Compétences
L'intercommunalité exerce les compétences qui lui ont été transférées par les communes membres, dans les conditions déterminées par le code général des collectivités territoriales. Au termes des statuts approuvés par un arrêté préfectoral du 17 juin 2021, il s'agit de : 
- Aménagement de l'espace : plan local d'urbanisme (PLU), documents d'urbanisme en tenant lieu et cartes communales, système d'information géographique (SIG) intercommunal — plan de numérisation et cadastre, zones d'aménagement concerté d'intérêt communautaire inscrites dans le SCoT ;
- Actions de développement économique intéressant l'ensemble de la Communauté : zones d'activité ; politique locale du commerce et soutien aux activités commerciales d'intérêt communautaire (il s'agit de la création et le soutien aux opérations collectives de promotion ou d'appui aux activités commerciales) ; création et gestion d'immobilier d'entreprise, à l'exception des activités à caractère principalement commercial ; mission d'ingénierie économique pour la recherche, l'accueil et l'accompagnement des porteurs de projets ; Mise en œuvre de programmes de développement en partenariat avec les partenaires institutionnels et organisations professionnelles ; Aides ou accompagnement des aides à l'implantation, la création, la reprise, la consolidation ou le développement des entreprises ; aides ou accompagnement des aides aux réseaux économiques (Clubs d'entreprises, unions commerciales...) ; Accompagnement des politiques en faveur de l'emploi et organisation et promotion d'actions de formation liées à l'emploi et aux besoins des acteurs économiques - centre de ressources intercommunal ; promotion du tourisme, dont la création d'offices de tourisme, préservation et valorisation des Jardins des Renaudies à Colombiers-du-plessis en tant que patrimoine exceptionnel et site d'intérêt touristique ;
- Collecte et traitement des déchets des ménages et déchets assimilés ;
- Aires d'accueil pour les gens du voyage ;
- Gestion des milieux aquatiques et prévention des inondations  (GEMAPI) ;
- Protection et mise en valeur de l'environnement : actions de protection et de mise en valeur de l'environnement dans le cadre de programmes institutionnels ; entretien et valorisation du réseau intercommunal des itinéraires de randonnée répertoriés dans le topo-guide communautaire ; aides ou accompagnement des aides aux initiatives pour la création et l'entretien des sentiers de randonnées, la préservation et la mise en valeur du milieu naturel et du patrimoine et l'accompagnement des actions de régulation de la population de ragondins ; Plateforme de bois déchiqueté intercommunale ; aide ou accompagnement des aides au développement des énergies renouvelables et des économies d'énergie ;
- Politique du logement et du cadre de vie : programme Local de l'Habitat (P.L.H.) et opérations programmées d'amélioration de l'habitat (OPAH) avec les partenaires institutionnels ; politique du logement social d'intérêt communautaire (construction, aménagement et gestion de logements locatifs communautaires. L'intervention communautaire sera associée à la demande effective de logement, à l'insuffisance de l'offre et à la non intervention des partenaires publics, CCAS y compris) ;
- Voirie ; Gestion de la voirie revêtue du domaine public des communes (voies communales, chemins ruraux, places et parkings, ouvrages d'art associés) (trottoirs exclus) ; Renouvellement et entretien des bandes de roulement ; entretien des dépendances des chaussées ; renouvellement de la signalisation routière ; balayage des agglomérations ;
- Équipements sportifs culturels et d'enseignement : mise en réseau des services pour la lecture publique ; gestion des médiathèques, bibliothèques et points lecture mis à disposition par les communes ;  enseignement de la musique organisé autour d'une école de musique intercommunale ;  gestion et valorisation du bâtiment investi par le Centre d'art contemporain de Pontmain en tant que pôle d'appui aux activités culturelles et touristiques ; gestion et valorisation d'équipements sportifs communautaires (Halle sportive intercommunale d'Ambrieres-les-Vallées (ancienne et nouvelle), complexe sportif couvert de Gorron, salle de sports du collège de Landivy et terrain d'évolution attenant, terrain d'évolution du collège de Gorron, salle intercommunale d'Haltérophilie de Saint Mars-sur-la-Futaie et piscine couverte intercommunale de Gorron) ; transport à la piscine des élèves de primaire et de maternelle des établissements publics et privés dans le cadre des activités sur temps scolaire ; aides ou accompagnement des aides aux activités socio-éducatives des collèges publics et privés des bassins de vie d'Ambrières-les-Vallées, de Gorron et de Landivy ; par délégation du département, organisation des services de transport des collégiens et élèves du primaire accueillis en classes spécialisées sur Ambrieres-les-Vallees, Gorron et Landivy ; accompagnement des services périscolaires de l’Éducation Nationale pour l'enfance en difficulté, mis en œuvre sur les bassins de vie communautaires, dont le réseau d'aide spécialisé aux enfants en difficulté (RASED).
- Action sociale d'intérêt communautaire : mission communautaire de coordination des services aux personnes ; contrats de la politique petite enfance, enfance, jeunesse établis avec la CAF, la MSA, le Département, l’État ou tout autre partenaire financier, déclinés à l'échelle des bassins de vie communautaires ; gestion des accueils de loisirs sans hébergement, des vacances scolaires et du mercredi, dans les lieux publics mis à disposition par les communes ; relais d'assistantes maternelles ; appui aux initiatives dans le domaine des services aux personnes (petite enfance, enfance, jeunesse, personnes âgées) d'intérêt intercommunal. Ces initiatives complètent les interventions communautaires directes et sont associées aux besoins émanant de plusieurs communes. Elles sont agréées par le ou les Comité (s) de (s) bassin(s) de vie où elles interviennent ;
- Réseaux et services locaux de communications électroniques ;
- Maisons de services au public (France services) ;
- Actions de développement culturel, socio-culturel et sportives d'intérêt intercommunal : actions conventionnées avec les partenaires institutionnels ; organisation de spectacles vivants et autres animations culturelles en lien avec le Réseau Lecture intercommunal et l'école de musique ; actions de médiation culturelle et de promotion des arts et pratiques artistiques ; appui aux animations socio-culturelles et sportives contribuant à la promotion du Bocage Mayennais (retombées en communication, fréquentation ou mobilisation de la population de plusieurs communes) ; . Soutien à la programmation et à l'activité du Cinéma municipal de Gorron ; . Appui aux associations socio-culturelles et sportives d'intérêt communautaire satisfaisant les critères suivants sur la communauté de communes ou un de ses bassins de vie : être associées aux besoins émanant de plusieurs communes et/ou permettant une couverture équilibrée des services sur le territoire communautaire ; être agréées par le ou les Comité (s) de (s) bassin (s) de vie où elles interviennent ; étude de projets de développement des pratiques artistiques collectives ;
- Bâtiments attachés aux services des gendarmeries et leurs dépendances ;
- Eclairage public et entretien des espaces verts des ronds-points de la Tannière à Saint-Berthevin-la-Tanniere (intersection des RD 33 et RD 31) et de Saint-Mars-sur-la-Futaie (intersection des RD 31 et RD 290) ;
- Prestations de services pour le compte des communes ;
- Santé publique : équipements s'inscrivant dans un projet local de santé.
- Services d'incendie et de secours : bâtiments des services de secours d'Ambrieres-les-Vallees et de Gorron et leurs dépendances ; fonctionnement des services d'incendie et de secours : financement du contingent départemental d'incendie et de secours ; versement des allocations aux pompiers vétérans accordées antérieurement à la prise en charge par le SDIS ;
- Mobilité : autorité organisatrice de la mobilité (AOM).

### Régime fiscal et budget
La communauté de communes est un établissement public de coopération intercommunale à fiscalité propre.
Afin de financer l'exercice de ses compétences, l'intercommunalité perçoit la fiscalité professionnelle unique (FPU) – qui a succédé à la taxe professionnelle unique (TPU) – et assure une péréquation de ressources entre les communes résidentielles et celles dotées de zones d'activité.
Elle perçoit également une redevance d'enlèvement des ordures ménagères (REOM), qui finance le fonctionnement de ce service public.
Elle ne reverse pas de dotation de solidarité communautaire (DSC) à ses communes membres.

## Projets et réalisations
Conformément aux dispositions légales, une communauté de communes a pour objet d'associer des « communes au sein d'un espace de solidarité, en vue de l'élaboration d'un projet commun de développement et d'aménagement de l'espace ».